# Rio Aguaray Guazú
O rio Aguaray Guazú é um curso de água da América do Sul que banha o Paraguai. É um dos afluentes da margem ocidental do rio Paraguai.